# Giro del Lussemburgo 2015
Il Giro del Lussemburgo 2015, settantanovesima edizione della corsa, si svolse in 4 tappe precedute da un prologo iniziale dal 3 al 7 giugno 2015 per un totale di 718,87 km. Fu vinto dal tedesco della Cult Energy Linus Gerdemann.

## Squadre partecipanti
ProTeams 
- 1.  Lotto-Soudal
- 2.  Team Giant-Alpecin

 UCI Professional Continental Team 
- 3.  Bretagne-Séché Environnement
- 4.  Cult Energy Pro Cycling
- 5.  Topsport Vlaanderen-Baloise
- 6.  Roompot Oranje Peloton
- 7.  MTN-Qhubeka
- 8.  Wanty-Groupe Gobert
- 9.  Cofidis
- 10.  Colombia
- 11.  UnitedHealthcare
- 12.  Team Europcar

 UCI Continental Team 
- 13.  Differdange-Losch
- 14.  Leopard Development Team
- 15.  Wallonie-Bruxelles

## Tappe
| Tappa   | Data     | Percorso                        | km     | Vincitore di tappa | Leader cl. generale |
| ------- | -------- | ------------------------------- | ------ | ------------------ | ------------------- |
| Prologo | 3 giugno | Lussemburgo (Cron. individuale) | 2,67   | Adrien Petit       | Adrien Petit        |
| 1ª      | 4 giugno | Dommeldange > Clemency          | 212,6  | André Greipel      | André Greipel       |
| 2ª      | 5 giugno | Ell > Walferdange               | 186,3  | Linus Gerdemann    | Linus Gerdemann     |
| 3ª      | 6 giugno | Eschweiler > Diekirch           | 161,3  | André Greipel      | Linus Gerdemann     |
| 4ª      | 7 giugno | Mersch > Lussemburgo            | 156    | Sean De Bie        | Linus Gerdemann     |
| Totale  | Totale   | Totale                          | 718,87 |                    |                     |

## Dettagli delle tappe

### Prologo
- 3 giugno: Lussemburgo – Cronometro individuale – 2,67 km

Risultati
| Pos. | Corridore     | Squadra  | Tempo |
| ---- | ------------- | -------- | ----- |
| 1    | Adrien Petit  | Cofidis  | 3'58" |
| 2    | Bryan Coquard | Europcar | a 2"  |
| 3    | Arnaud Gerard | Bretagne | a 3"  |

| Pos. | Corridore     | Squadra  | Tempo |
| ---- | ------------- | -------- | ----- |
| 1    | Adrien Petit  | Cofidis  | 3'58" |
| 2    | Bryan Coquard | Europcar | a 2"  |
| 3    | Arnaud Gerard | Bretagne | a 3"  |

### 1ª tappa
- 4 giugno: Dommeldange > Clemency – 212,6 km

Risultati
| Pos. | Corridore         | Squadra       | Tempo    |
| ---- | ----------------- | ------------- | -------- |
| 1    | André Greipel     | Lotto-Soudal  | 5h25'07" |
| 2    | Enrico Gasparotto | Wanty-G.G.    | s.t.     |
| 3    | Daniele Ratto     | UnitedHealth. | s.t.     |

| Pos. | Corridore     | Squadra      | Tempo    |
| ---- | ------------- | ------------ | -------- |
| 1    | André Greipel | Lotto-Soudal | 5h29'04" |
| 2    | Adrien Petit  | Cofidis      | a 1"     |
| 3    | Bryan Coquard | Europcar     | a 4"     |

### 2ª tappa
- 5 giugno: Ell > Walferdange – 186,3 km

Risultati
| Pos. | Corridore       | Squadra     | Tempo    |
| ---- | --------------- | ----------- | -------- |
| 1    | Linus Gerdemann | Cult Energy | 4h50'43" |
| 2    | Marc de Maar    | Roompot     | s.t      |
| 3    | Jelle Wallays   | Topsport    | a 37"    |

| Pos. | Corridore       | Squadra     | Tempo     |
| ---- | --------------- | ----------- | --------- |
| 1    | Linus Gerdemann | Cult Energy | 10h19'54" |
| 2    | Marc de Maar    | Roompot     | a 8"      |
| 3    | Huub Duyn       | Roompot     | a 41"     |

### 3ª tappa
- 6 giugno: Eschweiler > Diekirch – 161,3 km

Risultati
| Pos. | Corridore         | Squadra      | Tempo    |
| ---- | ----------------- | ------------ | -------- |
| 1    | André Greipel     | Lotto-Soudal | 4h01'08" |
| 2    | Lars van der Haar | Giant        | s.t.     |
| 3    | Enrico Gasparotto | Wanty-G.G.   | s.t.     |

| Pos. | Corridore       | Squadra     | Tempo     |
| ---- | --------------- | ----------- | --------- |
| 1    | Linus Gerdemann | Cult Energy | 14h21'02" |
| 2    | Marc de Maar    | Roompot     | a 8"      |
| 3    | Huub Duyn       | Roompot     | a 41"     |

### 4ª tappa
- 7 giugno: Mersch > Lussemburgo – 156 km

Risultati
| Pos. | Corridore       | Squadra      | Tempo    |
| ---- | --------------- | ------------ | -------- |
| 1    | Sean De Bie     | Lotto-Soudal | 3h51'06" |
| 2    | Leonardo Duque  | Colombia     | s.t.     |
| 3    | Björn Leukemans | Wanty-G.G.   | s.t.     |

| Pos. | Corridore       | Squadra     | Tempo     |
| ---- | --------------- | ----------- | --------- |
| 1    | Linus Gerdemann | Cult Energy | 18h12'51" |
| 2    | Marc de Maar    | Roompot     | a 8"      |
| 3    | Huub Duyn       | Roompot     | a 41"     |

## Evoluzione delle classifiche
| Tappa              | Vincitore          | Classifica generale | Classifica a punti | Classifica scalatori | Classifica giovani | Classifica a squadre    |
| ------------------ | ------------------ | ------------------- | ------------------ | -------------------- | ------------------ | ----------------------- |
| Prol.              | Adrien Petit       | Adrien Petit        | non assegnata      | non assegnata        | Adrien Petit       | Cofidis                 |
| 1ª                 | André Greipel      | André Greipel       | André Greipel      | Tom Devriendt        | Adrien Petit       | Cofidis                 |
| 2ª                 | Linus Gerdemann    | Linus Gerdemann     | Linus Gerdemann    | Fabio Duarte         | Oliver Naesen      | Cult Energy Pro Cycling |
| 3                  | André Greipel      | Linus Gerdemann     | André Greipel      | Fabio Duarte         | Oliver Naesen      | Cult Energy Pro Cycling |
| 4                  | Sean De Bie        | Linus Gerdemann     | André Greipel      | Fabio Duarte         | Oliver Naesen      | Colombia                |
| Classifiche finali | Classifiche finali | Linus Gerdemann     | André Greipel      | Fabio Duarte         | Oliver Naesen      | Colombia                |

## Classifiche finali

### Classifica generale
| Pos. | Corridore       | Squadra     | Tempo     |
| ---- | --------------- | ----------- | --------- |
| 1    | Linus Gerdemann | Cult Energy | 18h12'51" |
| 2    | Marc de Maar    | Roompot     | a 8"      |
| 3    | Huub Duyn       | Roompot     | a 41"     |
| 4    | Jelle Wallays   | Topsport    | a 42"     |
| 5    | Rudy Molard     | Cofidis     | a 50"     |

### Classifica a punti
| Pos. | Corridore         | Squadra      | Punti |
| ---- | ----------------- | ------------ | ----- |
| 1    | André Greipel     | Lotto-Soudal | 40    |
| 2    | Enrico Gasparotto | Wanty-G.G.   | 31    |
| 3    | Kristian Sbaragli | MTN-Qhubeka  | 27    |

### Classifica scalatori
| Pos. | Corridore       | Squadra    | Punti |
| ---- | --------------- | ---------- | ----- |
| 1    | Fabio Duarte    | Colombia   | 39    |
| 2    | Rodolfo Torres  | Colombia   | 38    |
| 3    | Björn Leukemans | Wanty-G.G. | 19    |

### Classifica giovani
| Pos. | Corridore         | Squadra     | Tempo     |
| ---- | ----------------- | ----------- | --------- |
| 1    | Oliver Naesen     | Topsport    | 18h13'24" |
| 2    | Kristian Sbaragli | MTN-Qhubeka | a 10"     |
| 3    | Kévin Ledanois    | Bretagne    | a 1'01"   |

### Classifica a squadre
| Pos. | Squadra  | Tempo     |
| ---- | -------- | --------- |
| 1    | Colombia | 54h41'30" |
| 2    | Cofidis  | a 17"     |
| 3    | Roompot  | a 28"     |